# Miso (가수)
Miso(1992년 5월 31일 ~ )는 대한민국의 가수이다. 2016년 싱글 《Take Me》로 데뷔했다.

## 학력
- 아시아퍼시픽국제외국인학교

## 음반
- Take Me (2016)
- Alone (2020)
- Metanoia (2020)
- Slow Running (2021)

## 공연
- 현대카드 Curated 31 DEAN with CLUB ESKIMO (2016)
- HIPHOPPLAYA FESTIVAL 2019 (2019)
- KB RAPBEAT FESTIVAL 2019 (2019)
- 어린이에게 어른이가 (2021)
- Tabber-Miso-Rad Museum Live Performance (2022)
- THE DIE IS CASTTT; Capsule Live 006 (2022)

## 작사, 작곡
- 마독스 'Engine' (2020) - 작곡, 편곡
- 2xxx! 'Girl, Interrupted' (2018) - 작사, 작곡, 피처링
- Rad Museum 'Cloud' (2017) - 작사, 작곡, 피쳐링
- offonoff 'Cigarette' (2017) - 작사, 작곡, 피쳐링